# Dịch vụ dọn nhà
Dịch vụ dọn nhà là một dạng dịch vụ có thể là một phần hoặc toàn bộ ngôi nhà. Nhiều người sử dụng dịch vụ dọn nhà vì họ có rất nhiều vật phẩm loại bỏ hoặc tìm cách dọn dẹp nhà để xe, gác xép, nhà kho và tầng hầm.

## Dọn nhà là gì?
Dọn nhà là quá trình loại bỏ tất cả các đồ vật gia dụng từ một bất động sản.
Việc dọn nhà có thể mất hơn một ngày nếu có một lượng lớn đồ nội thất và vật dụng gia đình, đôi khi người cư ngụ bị OCD hoặc hội chứng tích trữ cưỡng bức cũng có nhiều đồ đạc hơn mức bình thường.

## Các chi phí liên quan
Khi một ngôi nhà được dọn sạch, có rất nhiều chi phí liên quan đến công việc và thay đổi tùy thuộc vào các vật dụng được dọn sạch. Nhiều hội đồng trên khắp Vương quốc Anh hoạt động một chính sách nghiêm ngặt phải tuân thủ. Các mục mẫu. Chúng phải được dọn sạch một cách an toàn.
- amiăng
- thuốc trừ sâu
- ống huỳnh quang
- dầu
- một số loại sơn
- một số pin gia dụng và xe hơi
- thiết bị điện bị loại bỏ như TV và máy tính
- màn hình, tủ lạnh và tủ đá
- bóng đèn tiết kiệm năng lượng loại bỏ (còn được gọi là CFL)
- nệm
- tấm thạch cao
- lốp xe

Nhà tiêu chuẩn từ 3 đến 4 phòng ngủ với số lượng đồ nội thất và vật dụng vừa phải của hộ gia đình có thể có giá trung bình từ £ 650 đến £ 1.500 nhưng có thể thay đổi đáng kể dựa trên các yếu tố khác nhau như chỗ đỗ xe, căn hộ cao tầng và nội dung khối lượng lớn trong thuộc tính.
Có thể có dọn dẹp khu vườn và điều này sẽ phải trả thêm phí.
Nhà để xe đôi khi có thể có một lượng lớn chất độc hại như thuốc trừ sâu, sơn và cũng sẽ phải trả thêm phí.
Khu vực gác xép đôi khi có thể quá lộn xộn và công ty dọn dẹp nhà sẽ phải cân nhắc điều này khi làm việc trong báo giá.
Directgov khuyên các đối tượng này được đưa vào xe của bạn và đưa đến trung tâm quản lý chất thải địa phương của bạn; còn được gọi là 'mẹo' hoặc 'kết thúc'. Do những thay đổi gần đây được thực hiện tại các trung tâm tái chế trên toàn quốc hiện nay có tính phí cho việc xử lý các tấm thạch cao và nệm, và các mặt hàng này phải được tách ra khỏi chất thải nói chung. Khoản phí bổ sung này do đó đã được chuyển cho khách hàng hoặc người có tài sản được dọn dẹp.

## Cấp phép
Điều quan trọng là các công ty hoạt động dịch vụ giải phóng mặt bằng phải đăng ký các hãng vận chuyển chất thải với Cơ quan Môi trường. Chủ sở hữu nhà có thể có được giấy phép này bằng cách yêu cầu doanh nghiệp đang báo giá công việc sản xuất giấy phép đó hoặc bạn có thể kiểm tra tính hợp lệ của giấy phép trên trang web của Cơ quan Môi trường.

## Trên bản tin tức
Nhiều đồ vật thú vị đã được tìm thấy khi dọn nhà. Các đồ cổ giá trị cao thường xuyên được phát hiện và xuất hiện trên các chương trình như Antiques Roadshow và Bargain Hunt ở Anh.
Một trong những mục đó là một chương trình Olympic 1908 được tìm thấy trong thời gian giải phóng mặt bằng tại Surrey bởi một công ty địa phương, và làm cho tin tức BBC. Ví dụ về việc dọn nhà bất thường nơi có một số lượng lớn đồ đạc và đồ đạc cần được loại bỏ được quay trên nhiều kênh truyền hình và có thể được nhìn thấy thường xuyên. Một ví dụ như vậy là Buried Alive.